# Molí dels Horts (Tivissa)
El Molí dels Horts és una obra de Tivissa (Ribera d'Ebre) inclosa a l'Inventari del Patrimoni Arquitectònic de Catalunya.

## Descripció
Es tracta d'un molí situat al terme municipal de Tivissa. El seu estat de conservació és mitjà. Es conserven parts dels murs i de la bassa, juntament amb el canal, cobert de vegetació.
La coberta de l'edifici no es conserva, però pot apreciar-se que es tracta d'un immoble amb planta rectangular compartimentat en diversos espais. El parament emprat és de pedra de mida irregular disposat de manera no uniforme, el que crea un parament d'opus incertum.
Resten també algunes parts de la maquinària emprada. A l'interior del molí es poden veure les moles.